# 予約制乗合タクシー (武雄市)
予約制乗合タクシー（よやくせいのりあいタクシー）は、佐賀県武雄市にて運行する予約制の乗合タクシーである。
尚、ここでは、予約制乗合タクシーの前に運行されていた武雄市山内町乗合タクシーについても述べる。

## 概要
- 路線バス武雄・三間坂線の一部区間廃止を契機として、既存の乗合タクシー路線を統合するかたちで運行開始した。[1]
- 利用する前に、事前に会員登録が必要。所定の「利用登録申請書」を市役所か運行会社等に提出する。
- 利用の際は、利用したい便の電話予約が必要。予約は午前中の便は前日まで、午後の便は乗車2時間前までに行う必要がある。
- 運行形態は、定時定路線であるが、予約のない便は運行されない。
- 料金は200円均一（子供100円）。
- 運行及び予約業務は、武雄タクシーに委託されている。

## 沿革
- 2008年10月1日 - 運行開始。

## 路線
以下3路線がある。
臼の川内線
- 三間坂駅 - 十二神 - 大野 - 水尾 - 大野 - 大野入口 - 海正原 - 大野入口 - 十二神 - 三間坂駅

船の原線
- 三間坂駅 - 三間坂 - 船の原上

立野川内線
- 三間坂駅 - 三間坂 - 狩立橋

## 武雄市山内町乗合タクシー

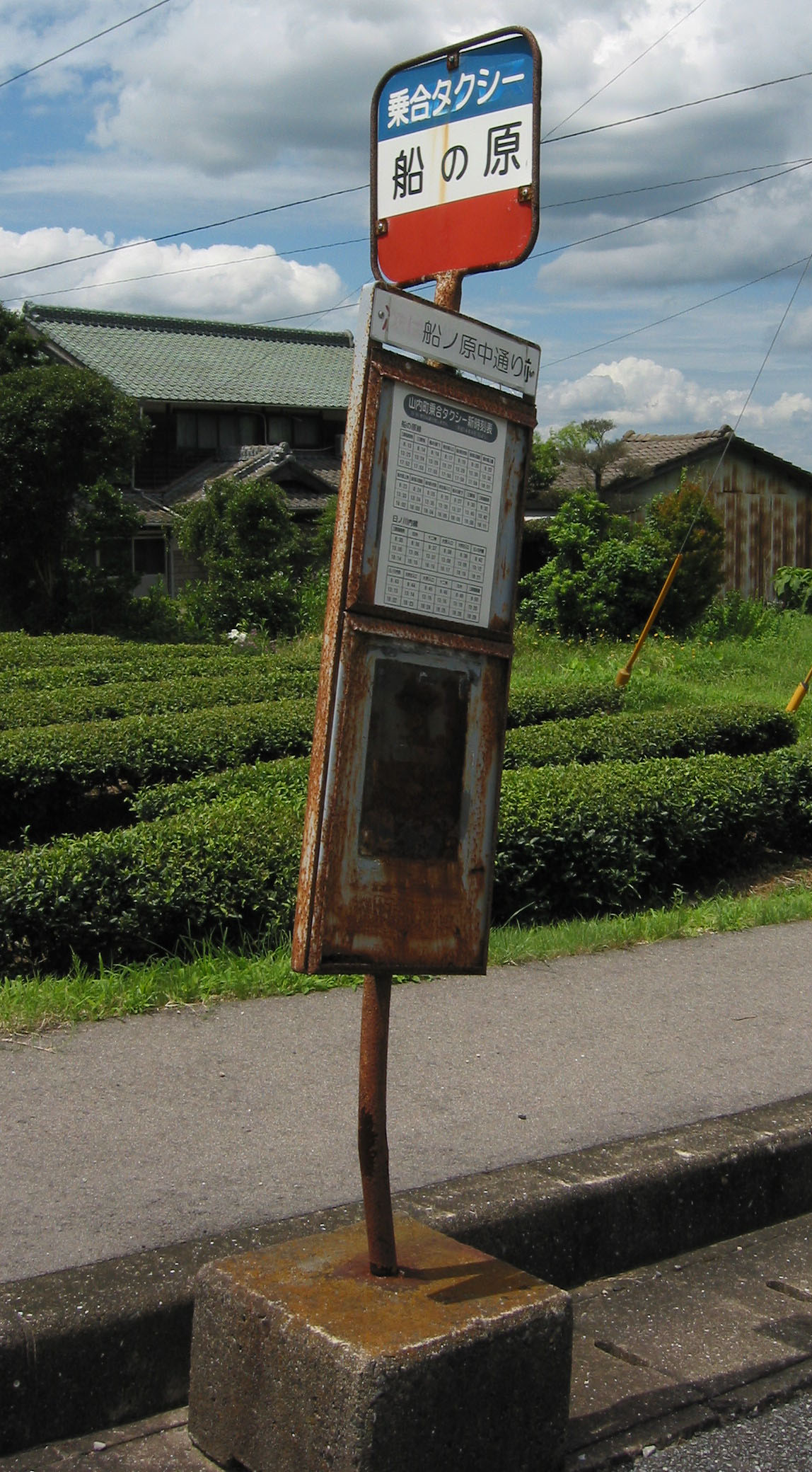
武雄市山内町乗合タクシーの停留所

武雄市山内町乗合タクシー（たけおしやまうちちょうのりあいタクシー）は、予約制乗合タクシーが運行開始される前に武雄市山内地区にて運行されていた、路線定期運行型（登録・予約不要）の乗合タクシーである。

### 概要
- 運行形態は、定時定路線であった。
- 運行は、武雄タクシーに委託されていた。

### 沿革
- 1998年11月1日 - 山内町乗合タクシーとして運行開始。
- 2006年3月1日 - 山内町の武雄市への合併に伴い、武雄市山内町乗合タクシーとなる。
- 2008年10月1日 - 予約制乗合タクシーに統合。

### 路線
以下2路線があった。　※全停留所記載
三間坂～臼ノ川内線
- 三間坂駅 - 白水 - 十二神 - 大野入口 - 大砂古入口 - 臼ノ川内

三間坂～船ノ原線
- 三間坂駅 - 三間坂 - 船ノ原下 - 柿古場入口 - 船ノ原分校前 - 船ノ原中通り - 船ノ原上

### 車両
- セダン型乗用タクシーに、「乗合タクシー」の行灯を掲げて使用していた。

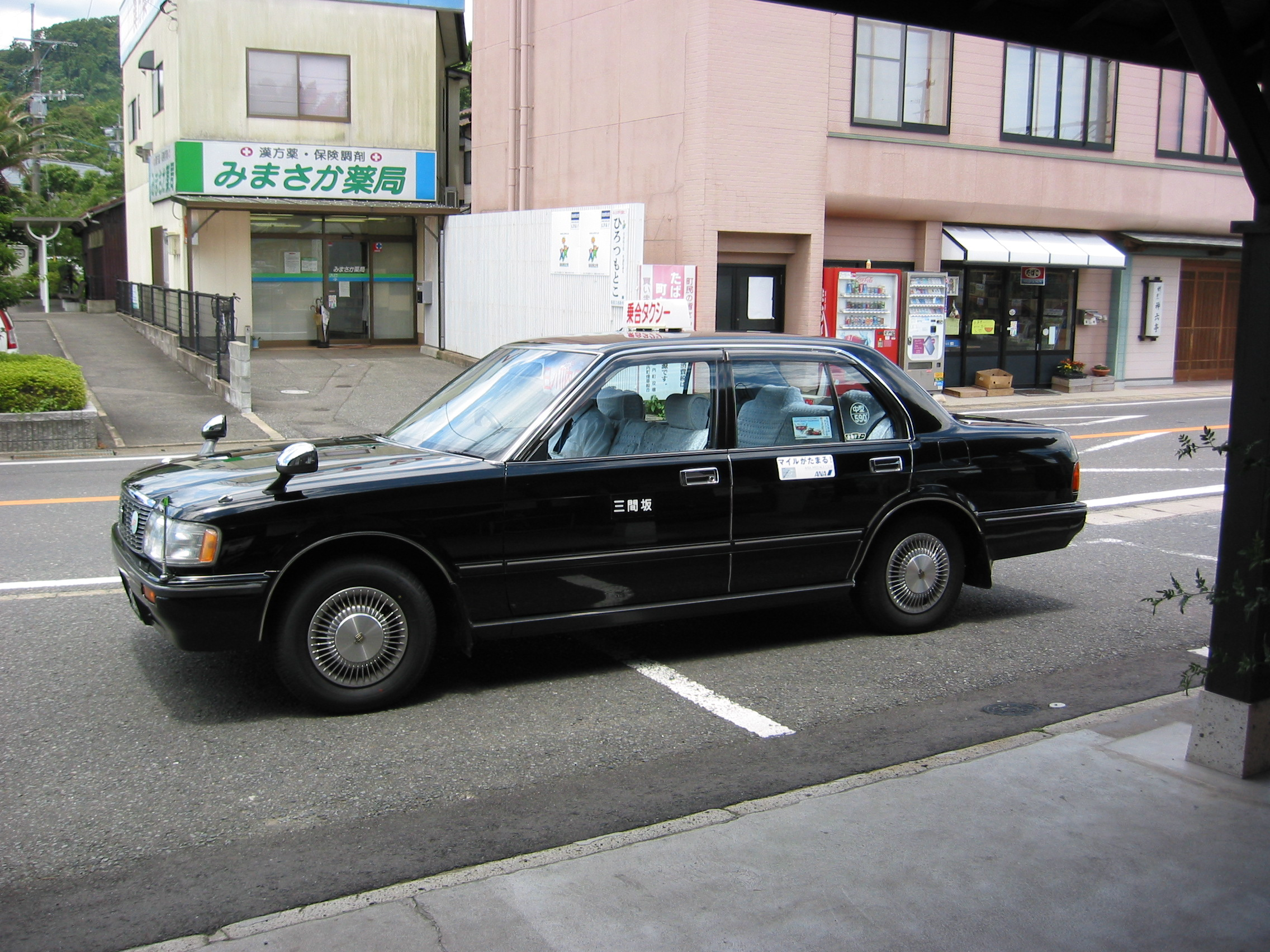
武雄市山内町乗合タクシー当時の車両